# Herb Beninu
Herb Beninu – oficjalny symbol Beninu. Został uchwalony powtórnie 1 sierpnia 1990, po jego wcześniejszym wycofaniu w 1975.

## Opis
Herb przedstawia na tarczy czwórdzielnej w krzyż – zgodnie z ruchem wskazówek zegara – twierdzę Somba, reprezentującą historię kraju; krzyż Orderu Gwiazdy Beninu (najwyższe odznaczenie przyznawane w kraju); palmę w barwach naturalnych oraz statek, symbolizujący przyjazdy Europejczyków.
Trzymaczami tarczy są dwa lamparty – narodowe zwierzęta Beninu. Pod tarczą widoczna jest dewiza Beninu w języku francuskim: „Fraternité, Justice, Travail”, co oznacza po polsku „Braterstwo, Sprawiedliwość, Praca”. Nad tarczą rogi obfitości z kukurydzą.

## Ewolucja

Herb Republiki Dahomeju (1958–1964)
Herb Republiki Dahomeju (1964–1975)
Herb Ludowej Republiki Beninu (1975–1990)
Herb Republiki Beninu (1990-)